# 森慎太郎
森 慎太郎（もり しんたろう、1982年10月22日 - ）は、日本の作曲家、編曲家、キーボーディスト。宮城県仙台市出身。株式会社ミントフォレスト代表。

## 概要・人物
高校時代より本格的な作曲活動を始める。
その後、演奏活動や専門学校講師を経て、現在はJ-POPやアニメソングを中心に作曲・編曲を手掛ける。
そのほかゲーム音楽やTVCMの楽曲制作などにも携わる。
代表曲はTVアニメ『ラブライブ!』第一期のOPテーマ「僕らは今のなかで」、第二期第5話挿入歌「Love wing bell」、劇場版『ラブライブ!The School Idol Movie』の劇中歌「Angelic Angel」など。

## 主な楽曲
- ラブライブ! OP1
  - 僕らは今のなかで 歌：μ's 作詞：畑亜貴 作曲・編曲：森慎太郎
  - 僕らは今のなかで (ELI Mix) 絢瀬絵里(CV.南條愛乃) ラブライブ! アレンジ版
  - 僕らは今のなかで (MAKI Mix) 西木野真姫(CV.Pile) ラブライブ! アレンジ版
  - 僕らは今のなかで (KOTORI Mix) 南ことり(CV.内田彩) ラブライブ! アレンジ版
  - 僕らは今のなかで (UMI Mix) 園田海未(CV.三森すずこ) ラブライブ! アレンジ版
  - 僕らは今のなかで (HONOKA Mix) 高坂穂乃果(CV.新田恵海) ラブライブ! アレンジ版
  - 僕らは今のなかで (RIN Mix) 星空凛(CV.飯田里穂) ラブライブ! アレンジ版
  - 僕らは今のなかで (NICO Mix) 矢澤にこ(CV.徳井青空) ラブライブ! アレンジ版
  - 僕らは今のなかで (HANAYO Mix) 小泉花陽(CV.久保ユリカ) ラブライブ! アレンジ版
  - 僕らは今のなかで (NOZOMI Mix) 東條希(CV.楠田亜衣奈) ラブライブ! アレンジ版
- ラブライブ! 挿入歌
  - Love wing bell 歌：星空凛(CV.飯田里穂)/西木野真姫(CV.Pile)/小泉花陽(CV.久保ユリカ)/絢瀬絵里(CV.南條愛乃)/東條希(CV.楠田亜衣奈)/矢澤にこ(CV.徳井青空) 作詞：畑亜貴 作曲・編曲：森慎太郎
- 『ラブライブ!The School Idol Movie』劇中歌
  - 「Angelic Angel」 歌：μ's 作詞：畑亜貴 作曲：森慎太郎
- ラブライブ! イメージソング
  - くるりんMIRACLE 歌：星空凛(CV.飯田里穂) 作詞：畑亜貴 作曲・編曲：森慎太郎
- ラブライブ! キャラクターソング
  - PSYCHIC FIRE 歌：BiBi 作詞：畑亜貴 作曲・編曲：森慎太郎
- プリパラ エンディングテーマ
  - Thank You♥Birthday 歌：らぁら(CV.茜屋日海夏)  作詞：三重野瞳 作曲・編曲：森慎太郎
- 悪魔のリドル ED10
  - イノチノカラクリ 歌：荒川美穂 as 英純恋子 作詞：中村彼方 作曲：森慎太郎
- 六畳間の侵略者!? OP
  - 好感Win-Win無条件 歌：ハートインベーダー 作詞：中村彼方 作曲：森慎太郎
- 六畳間の侵略者!? イメージソング
  - 銀河皇国狂想曲 歌：ティアミリス・グレ・フォルトーゼ(CV.長縄まりあ) 作詞：中村彼方 作曲・編曲：森慎太郎
- 六畳間の侵略者!? イメージソング
  - 僕らの風 歌：ハートインベーダー 作詞：中村彼方 作曲・編曲：森慎太郎
- 六畳間の侵略者!? イメージソング
  - 1000%憑いていきたい 歌：東本願早苗(CV.鈴木絵理) 作詞：中村彼方 作曲・編曲：森慎太郎
- 探偵オペラ ミルキィホームズ2 OP1
  - プロローグは明日色 歌：ミルキィホームズ 作詞：こだまさおり 作曲・編曲：森慎太郎
- ノラと皇女と野良猫ハート OP
  - ネ！コ！ 歌：パトリシア・オブ・エンド（高森奈津美）、黒木未知（仙台エリ）、夕莉シャチ（浅川悠）、明日原ユウキ（種﨑敦美） 作詞：はと 作曲・編曲：森慎太郎
- 黒子のバスケ イメージソング
  - GROWING UP!! 歌：相田リコ(CV.斎藤千和) 作詞：こだまさおり 作曲・編曲：森慎太郎
- 恋と選挙とチョコレート イメージソング
  - コトノハ 歌：森下未散(今井麻美) 作詞：RUCCA 作曲：森慎太郎
- 健全ロボ ダイミダラー イメージソング
  - ATSUIしあわせ×AMAIよろこび 歌：真境名そり子(木戸衣吹) 作詞：畑亜貴 作曲：森慎太郎
- 健全ロボ ダイミダラー イメージソング
  - しっぽしっぽ♥ぱわー 歌：リカンツ=シーベリー(洲崎綾) 作詞：畑亜貴 作曲：森慎太郎
- 恋と選挙とチョコレート イメージソング
  - Gentle Seasons 歌：青海衣更(門脇舞以) 作詞：RUCCA 作曲・編曲：森慎太郎
- 恋と選挙とチョコレート イメージソング
  - Cheer Me Up! 歌：木場美冬(水橋かおり)/青海衣更(門脇舞以) 作詞：RUCCA 作曲・編曲：森慎太郎
- 乙女的恋革命★ラブレボ!! 100kgからはじまる→恋物語 OP
  - Shining Days～僕らの恋模様～ 歌：喜多修平 作詞：佐藤舞花 作曲：森慎太郎
- 乙女的恋革命★ラブレボ!! 100kgからはじまる→恋物語 ED
  - Special 歌：喜多修平 作詞：仲村達史 作曲：森慎太郎
- この中に1人、妹がいる! 挿入歌
  - Brand-new Style!!～魔法みたいなShow time～ 歌：StylipS 作詞：島田カイエ 作曲・編曲：森慎太郎
- この中に1人、妹がいる! アレンジ版
  - Brand-new Style!!～魔法みたいなShow time～(Step Two) 歌：StylipS 作詞：島田カイエ 作曲：森慎太郎
- 星降る夜のハッピーリンク 歌：ゆいかおり 作詞：松井五郎 作曲・編曲：森慎太郎
- 僕は知らない。 歌：伊藤かな恵 作詞：こだまさおり 作曲・編曲：森慎太郎
- 私…見守ってるよ! 歌：三森すずこ 作詞：畑亜貴 作曲：しほり 編曲：森慎太郎
- CRYMAX★LOVEMAX 歌：CONNECT 作詞：こだまさおり 作曲・編曲：森慎太郎
- towards the tomorrow 歌：Trignal 作詞：佐近健之 作曲・編曲：森慎太郎
- TouriStar 歌：KAmiYU 作詞：只野菜摘 作曲・編曲：森慎太郎
- たからもの 歌：小野恵令奈 作詞：Litz 作曲：森慎太郎
- 視線の先 歌：代永翼 作詞：喜介 作曲・編曲：森慎太郎
- たったひとつの大切なこと 歌：伊藤静 作詞：伊藤静 作曲・編曲：森慎太郎
- スキ キライ キライ 大スキ♡ 歌：petit milady 作詞：yozuca* 作曲：森慎太郎
- Radioホイップ 歌：petit milady 作詞：有里泉美 作曲：森慎太郎
- ヒロイック☆ヒレリズム 歌：アイリ(CV.永野愛理) 作詞：葉月ゆら 作曲：森慎太郎
- 闘志の華 歌：大友ソウリン（CV.加藤英美里）・立花ドウセツ（CV.生天目仁美） 作詞：葉月ゆら 作曲・編曲：森慎太郎
- コレって恋ですか？ 歌：show/do! 作詞：葉月ゆら 作曲・編曲：森慎太郎